# Aciphylla
Aciphylla és un gènere amb unes 40 espècies de plantes dins la família Apiaceae, és endèmic de Nova Zelanda i Austràlia. Generalment creixen amb grans espines envoltades de rosetes de fulles punxegudes. Algunes espècies reben el nom comú de Spaniard Grass (literalment:Herba espanyola).